# 小行星52246
小行星52246（52246 Donaldjohanson）是一顆直徑約3.895千米的主帶小行星。它是露西號的探測目標並已於2025年4月末到達。
該小行星以美國古生物學家唐納德·約翰森命名。

## 軌道

露西号绕太阳运动轨迹的动画
露西号•
太阳•
地球•
小行星52246•
小行星3548•
21900 Orus•
小行星617

小行星52246是埃里戈涅小行星家族（406）的成員之一。埃里戈涅小行星家族是一個大型碳質小行星家族，已知成員近2000顆，以其母體小行星163埃里戈涅命名。埃里戈涅小行星家族是一個相對古老的家族，由大約1.5億年前的一次小行星碰撞形成。由於小行星52246遜屬於該家族，因此年齡很可能也是1.5億年。
小行星52246位於內小行星帶，距離太陽1.9-2.8天文單位，每3年8個月（1345天；半長軸2.38天文單位）繞太陽運行一週。其軌道偏心率為0.19，相對於黃道的傾角為4度。1981年2月天文台正式發現小行星52246後，回溯發現資料將小行星52246的觀測弧比正式發現觀測提前延長2週。